# Pterostylis dilatata
Pterostylis dilatata là một loài thực vật có hoa trong họ Lan. Loài này được A.S.George miêu tả khoa học đầu tiên năm 1984.